# Campiglossa medora
Campiglossa medora är en tvåvingeart som först beskrevs av Erich Martin Hering 1936.  Campiglossa medora ingår i släktet Campiglossa och familjen borrflugor. Inga underarter finns listade.